# 扎伊德·伊本·哈里沙

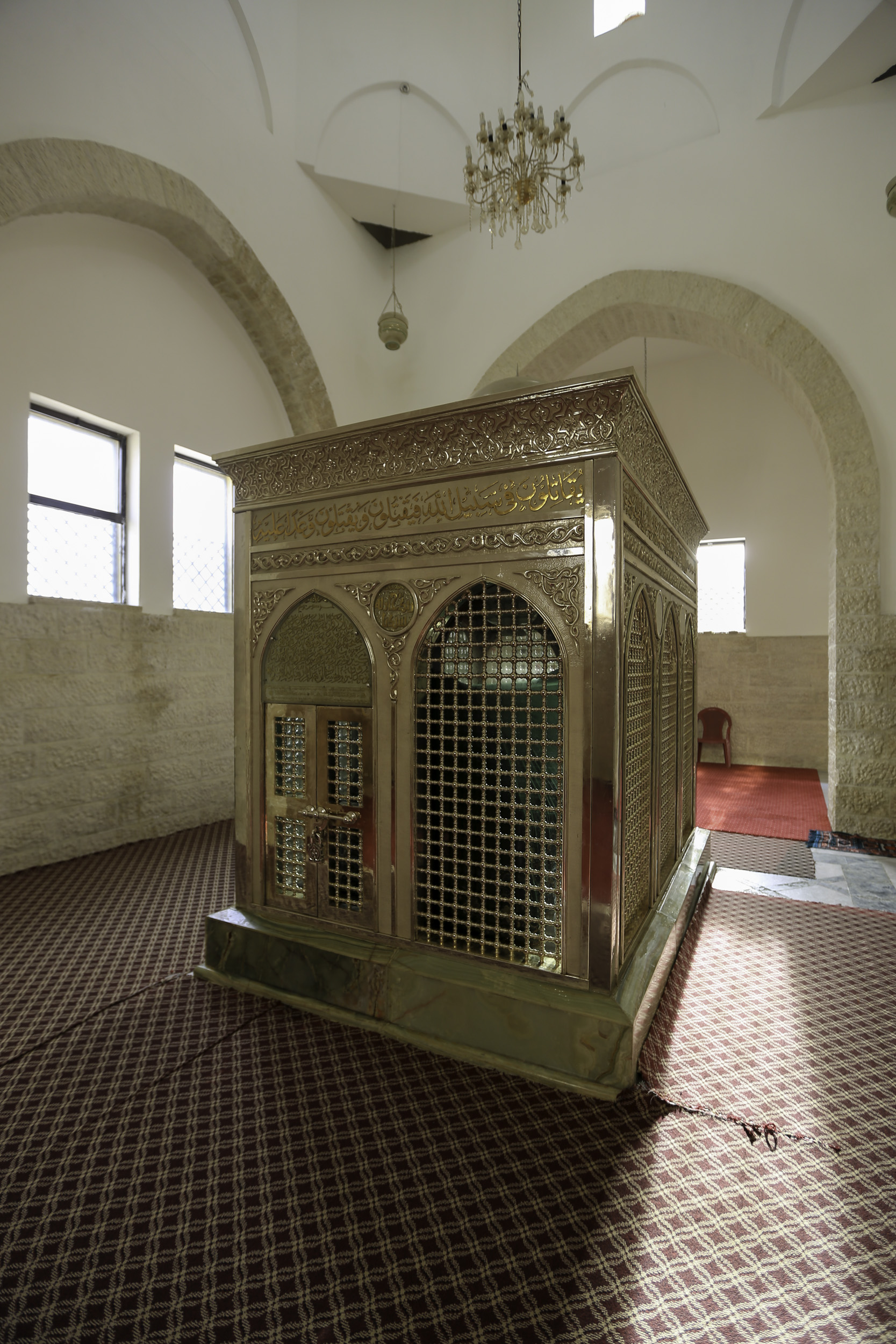
扎伊德·伊本·哈里沙的陵墓

扎伊德·伊本·哈里沙 (阿拉伯語：زيد بن حارثة الكلبي，约581–629 CE）是薩哈巴。扎伊德·伊本·哈里沙原本是奴隸，他在奴隸市場上被海迪彻的侄子買走，成為海迪彻的奴隸。 后来成为海迪彻和穆罕默德的养子。 他是继穆罕默德的妻子海迪彻、穆罕默德的表兄阿里·本·阿比·塔利卜和穆罕默德的朋友阿布·伯克尔之后第四个皈依伊斯兰教的人。扎伊德還是穆斯林军队的指挥官，在穆罕默德在世期间曾多次率领远征军作戰。最終他在穆阿泰之战中阵亡。